# 1-я Русская бригада (НОАЮ)
1-я Русская ударная бригада (словен. Ruska udarna brigada, сербохорв. Руска ударна бригада / Ruska udarna brigada) — военное тактическое формирование Народно-освободительной армии Югославии (НОАЮ), созданное на территории Словении в последние дни Второй мировой войны 5 мая 1945 года из граждан Советского Союза. В военных действиях участия не принимала.
Различными источниками соединение именуется также 1-я Русская (Советская) ударная бригада, 1-я Советская ударная бригада, 1-я Русская партизанская бригада (1. ruska partizanska brigada).

## Предыстория
В годы Второй мировой войны в рядах партизанских формирований Словении сражались около 1550 граждан СССР. Это были военнопленные красноармейцы и остарбайтеры, бежавшие из лагерей и мест принудительного содержания на территории Австрии, Италии и Югославии, оккупированной войсками стран гитлеровской «оси». Ещё одну группу бойцов представляли перебежчики из воинских формирований вермахта : 162-й (тюркской) пехотной дивизии, казачьих и других коллаборационистских формирований. Первоначально советские люди находились в различных партизанских отрядах и бригадах. Вместе с тем в связи с ростом их численности, с осени 1943 года Главный штаб народно-освободительной армии и партизанских отрядов Словении начал сводить советских граждан в однородные по составу подразделения партизанских отрядов и народно-освободительных бригад 7-го и 9-го корпусов НОАЮ. Так появились так называемые «русские» отделения, взводы, роты и батальоны. Эти формирования входили в состав словенских партизанских частей и полностью подчинялись их командованию. Со временем в составе 7-го и 9-го корпусов были образованы два наиболее крупных подразделения советских граждан — 4-й «русский» батальон 9-й бригады 18-й дивизии 7-го корпуса и 2-й «русский» батальон 18-й Словенской ударной Базовицкой бригады 30-й Словенской дивизии 9-го корпуса. По завершении войны все граждане СССР подлежали репатриации. Для обеспечения организованной отправки бывших партизан в СССР в мае 1945 года была сформирована 1-я Русская бригада, в которую направлялись советские граждане из частей НОАЮ, расположенных в Словенском Приморье и Гореньске.

## Краткая справка
Датой создания бригады обозначают 5 мая 1945 года. Формирование бригады осуществлялось на базе 2-го «русского» батальона 18-й Словенской ударной Базовицкой бригады из граждан СССР, входивших в состав подразделений 9-го и 7-го корпусов. Создание бригады происходило в селе Шемпас, расположенном в 12 км к востоку от Гориции. Согласно сведениям Военно-исторического института в Белграде, бригаде было присвоено почётное звание «ударной». Состояла из четырёх (по другим данным — двух) батальонов и насчитывала около 600 человек, а по данным Военно-исторического института Белграда — около 800 человек. Командиром бригады был назначен Анатолий Игнатьевич Дьяченко, до этого замещавший должность заместителя командира Базовицкой бригады. В боевых действиях участия не принимала. Вскоре после образования личный состав бригады убыл через Любляну в Советский Союз.

## Численность и национальный состав бригады
В книге Военно-исторического института в Белграде «Народно-освободительная армия Югославии» указана численность бригады 800 человек. Историк В. Н. Казак пишет, что в конце июня 1945 года по списку личного состава бригада насчитывала 416 человек. Ещё около 90 человек находились в это время в различных госпиталях. Около 60 человек в июне были направлены в Красную армию.
Согласно сведениям В. Н. Казака, из числа 448 советских граждан 1-й Русской бригады русских было 190, казахов — 70, украинцев — 60, азербайджанцев — 50, узбеков — 25, белорусов — 15, таджиков — 10, туркменов — 10, киргизов — 5, татар — 5, евреев — 4, молдаван — 4.

## Противоречия сведений о бригаде
Сведения большинства опубликованных в СССР исследований содержат ряд противоречий, относящихся ко времени формирования бригады, её составу, численности и участию в боевых действиях. Так, В. В. Зеленин сообщает, что в марте 1945 г. на базе «русского» батальона 18-й Сочской бригады была развёрнута бригада в составе пяти батальонов, получившая наименование 1-й Советской ударной бригады Югославской армии. Свой славный боевой путь бригада завершила в Триесте в мае 1945 года.
По данным М. И. Семиряги, 1-я Советская ударная бригада сформирована решением командования 9-го корпуса НОАЮ в начале апреля 1945 года на базе Советского ударного батальона 18-й бригады в составе шести батальонов численностью 1500 бойцов.
На сведения М. И. Семиряги ссылается в своих исследованиях о бригаде Бушуева Т. С., повторяя тезис о шести-батальонной структуре этого соединения. В то же время, её данные о численности охватывают диапазон от 600 чел до 800 чел.
В. Н. Казак относит время создания 1-й Русской бригады к периоду после завершения боёв за Триест. Его сведения о времени формирования бригады совпадают с данными югославских источников.

## Итог
Все авторы, исследовавшие тему 2-го батальона 18-й Словенской ударной Базовицкой бригады, называют его в качестве базового для формирования 1-й Русской бригады. В оперативных донесениях штаба 30-й дивизии в штаб 9-го Словенского корпуса от 21 и 28 апреля 1945 года неоднократно фигурирует 2-й «русский» батальон как структурное подразделение 18-й бригады и ни разу не упоминается «русская» бригада. Приказом 30-й дивизии 9-го корпуса от 3 мая 1945 года всем советским гражданам 2-го батальона и тяжёлой роты предписывалось срочно прибыть из только что освобождённого посёлка Опичина (пригород Триеста) в село Шемпас. Историк Надежда Пилько пишет, что 2-й батальон закончил свой боевой путь 5 мая 1945 года в Опичине и по приказу штаба 30-й дивизии вместе с командиром А. И. Дьяченко перешёл в Шемпас, а затем в Советский Союз. 
Точки над «i» в ответе на вопрос о времени создания бригады расставляет её командир А. И. Дьяченко: «Русский батальон в дни боёв на подступах к Триесту составлял около 80 процентов всех бойцов 18-й бригады. Фактически уже с зимы 1945 года 18-я ударная бригада более чем на 3/4 состояла из советских людей. Поэтому сразу после боёв за Триест наш батальон стали именовать 1-й Русской (Советской) ударной бригадой». Эти сведения дополняют воспоминания бывшего комиссара 30-й Словенской дивизии и начальника разведывательного центра 9-го корпуса НОАЮ Васи Когея (словен. Vasja Kogej), согласно которым, готовилась реорганизация сильного и многочисленного 2-го батальона 18-й Словенской бригады в «русскую» бригаду, но она не осуществилась ввиду постоянных боёв завершающего периода войны.